# Bräcke (Gemeinde)
Koordinaten: 62° 45′ N, 15° 25′ O

Bräcke ist eine Gemeinde (schwedisch kommun) in der schwedischen Provinz Jämtlands län und der historischen Provinz Jämtland. Der Hauptort der Gemeinde ist Bräcke.
Durch die Gemeinde führen die Europastraße E 14 und die Bahnstrecke Sundsvall–Storlien.

## Geographie
Die Gemeinde liegt im Vorland des Skandinavischen Gebirges und ist geprägt von einer hügeligen Landschaft.

## Wappen
Beschreibung: In Gold ein schwarzer rot gezungter und bewehrter nach rechts laufender Bär über roter goldgefugter durchgehender Mauer; im blauen Schildhaupt sieben (4;3) sechszackige goldene Sterne.

## Wirtschaft
Forstwirtschaft und holzverarbeitende Industrie sind die wichtigsten Wirtschaftszweige.

## Sehenswürdigkeiten
Bei Bodsjö, 44 km nordwestlich von Bräcke, liegt nicht nur eine alte Holzkirche aus dem 18. Jahrhundert, sondern auch ein Gebetshaus, das Jämtlands ältestes Holzgebäude sein soll. Es ist aus dem 11. Jahrhundert, sein heutiges Aussehen hat es aber im 15. Jahrhundert erhalten.

## Orte
Diese Orte sind größere Ortschaften (tätorter):
- Bräcke
- Gällö
- Pilgrimstad
- Stavre
- Kälarne

## Städtepartnerschaft
Bräcke unterhält eine Partnerschaft mit der spanischen Gemeinde Cassà de la Selva in Katalonien.